# Dunaš ben Labrat
Dunaš ben Labrat (920 Fes – 990 Córdoba) byl středověký židovský komentátor, básník a gramatik.
Narodil se v marockém Fesu a studoval u Saadju Gaona. Jako první uvedl do hebrejské poezie arabské metrum. V důsledku toho se musel často dopouštět násilností na hebrejském jazyce,[ujasnit] za což se stal terčem kritiky především ze strany žáků Menachema ben Sáruka.
Jako první rozlišoval přechodná a nepřechodná slovesa v hebrejštině.